# Herbert Prikopa
Herbert « Happi » Prikopa (né le 30 novembre 1935 à Vienne, mort le 8 décembre 2015 dans la même ville) est un animateur de télévision, chef d'orchestre, chanteur, acteur, compositeur, pianiste et humoriste autrichien.

## Biographie
À 19 ans, il est répétiteur à l'Opéra populaire de Vienne. Après un engagement en tant que chanteur au Wiener Kammeroper, il devient membre du Namenloses Ensemble de Gerhard Bronner dans l'émission humoristique Brettl vorm Klavier. En 1957, il devient chanteur de l'Opéra populaire. Prikopa appartient de 1988 à 2009 à l'équipe de l'émission radio humoristique Der Guglhupf. Au cours des saisons 1998-1999 à 2007-2008, Prikopa est directeur musical et chef d'orchestre du Wiener Johann Strauß Konzert Gala.
Le jeune public le découvre comme animateur de l'émission pour enfants Auch Spaß muss sein dans les années 1980. Il prend alors le surnom de « Happi ».

## Filmographie

### Acteur

#### Cinéma
- 1957 : Die Lindenwirtin vom Donaustrand : Böck
- 1957 : Sissi face à son destin : Koch
- 1960 : Meine Nichte tut das nicht
- 1962 : Unter Wasser küßt man nicht : Hafenmeister
- 1963 : Le Grand Retour (Miracle of the White Stallions) : Orderly Tellheim (non crédité)
- 1964 : Unsere tollen Tanten in der Südsee : Landlord (non crédité)
- 1965 : Das ist mein Wien
- 1974 : Le Pays du sourire : Lin-Po
- 1975 : Bis zur bitteren Neige : Polzfuss
- 1978 : Der Schneider von Ulm : Kratzky
- 1994 : Mesmer : Gregor
- 1999 : Eine fast perfekte Hochzeit : Standesbeamter

#### Télévision
Séries télévisées
- -197-à la télévision : Die Abenteuer des braven Soldaten Schwejk : Baloun
- 1965 : Das ist Stern schnuppe : Herr Stern
- 1969 : Der alte Richter : Maier, Exbürgermeister / Alois Maier, Bürgermeister von Pichelshofen
- 1969 : Der ganz gewöhnliche Herr Deierl
- 1971 : G'schichten aus Wien
- 1972 : Fritz Muliar Schau
- 1975 : Maghrebinische Geschichten
- 1977 : Le Renard : Busfahrer
- 1978 : Guglhupf
- 1978 : Tatort : Herr Herschina
- 1985 : Der Leihopa : Zauberer
- 1992 : Kaisermühlen Blues : Wirt des Schutzhauses
- 2007 : Oben ohne : Dr. Sturmvogel

Téléfilms
- 1962 : Der Hochzeitsgast : Standesamtsdiener Kutschera
- 1962 : Gasparone : Gendarmenhauptmann Cappaducci
- 1962 : Kaiser Joseph und die Bahnwärterstochter
- 1963 : Ein Dorf ohne Männer : Hofwirt
- 1966 : Boccaccio : Lambertuccio - Gewürzkrämer
- 1967 : Astoria : Certain
- 1967 : Ein Florentiner Hut : Bobin
- 1967 : Made in Austria
- 1968 : 'S Wiesenhendl : Tante Valevska
- 1968 : Bombenwalzer : Pjotr
- 1969 : Die ungarische Hochzeit : Baron von Pötök
- 1970 : Leichte Kost am frühen Abend
- 1971 : Sankt Peters Regenschirm
- 1971 : Servus Zürich - Grüezi Wien : Singer
- 1972 : Galgentoni : 'Peperl' Prokupek
- 1976 : Sonntagsgeschichten : Dicker
- 1978 : Der große Karpfen Ferdinand und andere Weihnachtsgeschichten
- 1984 : Le lieutenant du diable : Herr Moller
- 1997 : Sans cérémonie : Otto

### Scénariste

#### Cinéma
- 1962 : Unter Wasser küßt man nicht